# Grand Comics Database
Grand Comics Database és una base de dades accessible via web que pretén indexar tota la informació sobre còmics d'arreu del món mitjançant les aportacions dels aficionats revisades fins a dos cops per uns editors. El 2014 tenia indexats uns 900.000 còmics aproximadament. Ha crescut tant que és d'interès fins i tot per als investigadors de l'àmbit dels còmics.
El Grand Comics Database va aparèixer el 1994 com una escissió de l'Amateur Press Association (Indexing) group (APA-I). Els fundadores foren Bob Klein i Tim Stroup. Inicialment la base de dades es trobava en disquets i solament pretenien indexar còmics nord-americans i britànics. Poc després indexaren còmics d'altres orígens i idiomes. Més tard es migrà al web.
Es pot cercar per guionista, artista, títol i editorial. Les fitxes bibliogràfiques inclouen: una imatge de la coberta a color, informació sobre l'enquadernació, els números publicats, l'idioma, el tipus de paper, informació sobre la tinta i les dates de publicació.
Els contribuïdors envien les dades sobre els còmics, aquestes dades són revisades per uns editors i es pugen. Cada dada té acreditat qui és el responsable. Hi ha llistes de correu per a resoldre qüestions específiques. L'estructura organitzativa és la següent: coordinador de membres, coordinador de reserves, coordinador de dades, editor executiu i administrador del lloc web o la llista de distribució. El novembre de 2000 es creà un grup de directors electes.
Es té notícia al 2001 que la base de dades residia a Noruega i era gestionada amb FileMaker Pro.
Segons un article acadèmic, és una font fiable per a la recerca seriosa respecte dels còmics.